# 元日

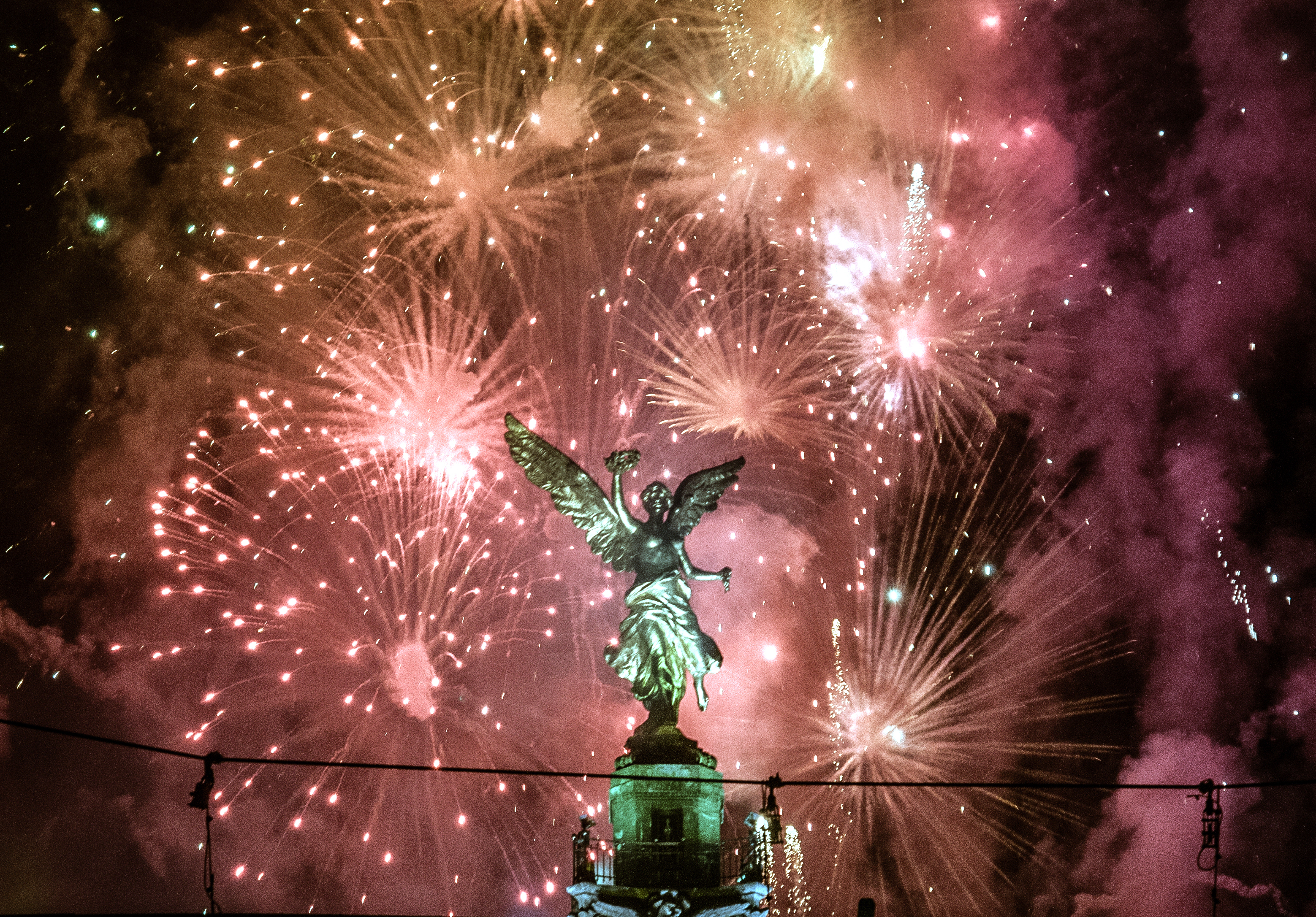
メキシコシティで新年を祝う花火（2013年）

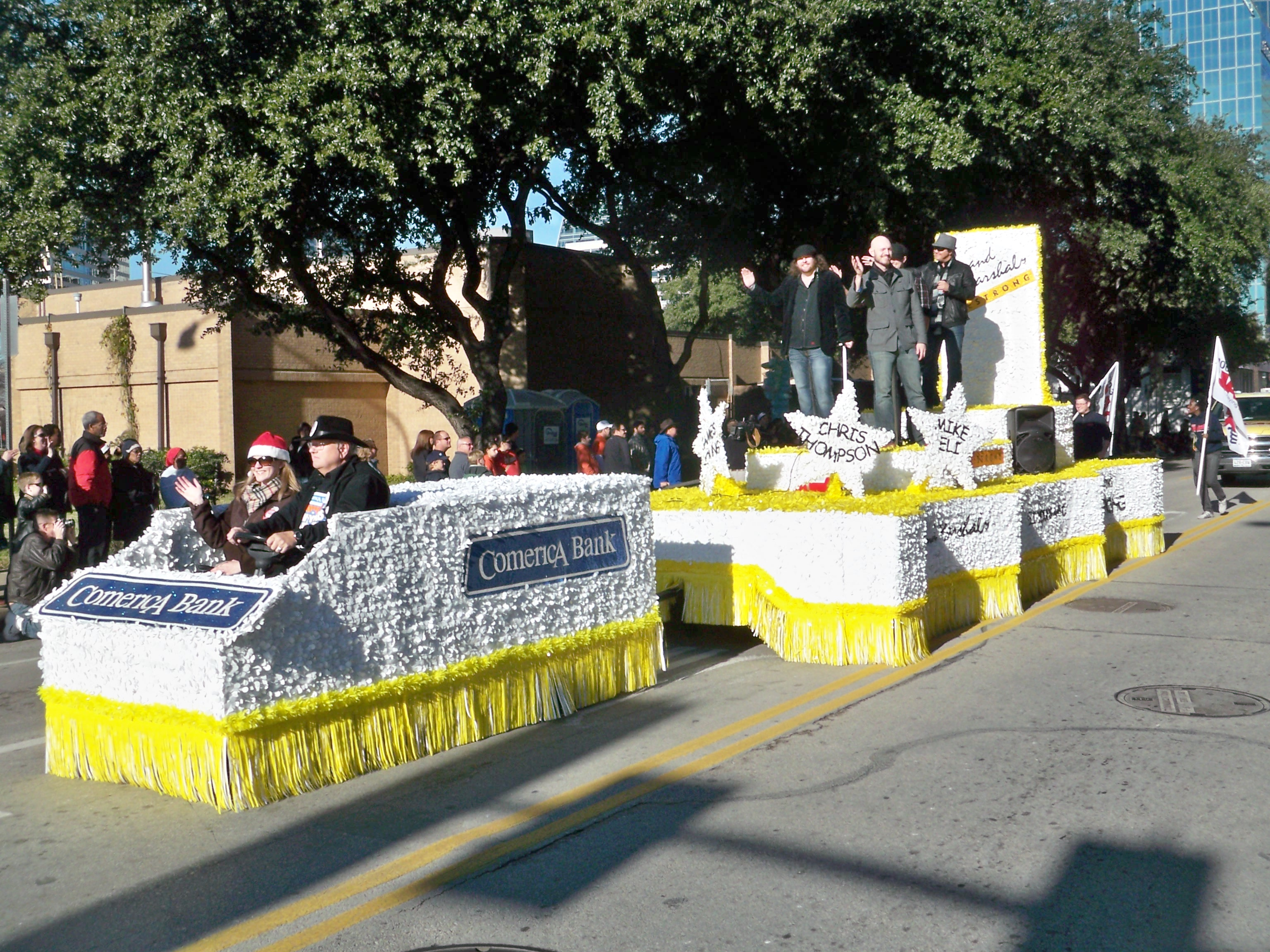
2010年の元日を祝うパレード

元日（がんじつ）は、新年を迎える年の最初の日。日付はグレゴリオ暦では1月1日（日本の改暦前、太陰太陽暦では旧暦の正月一日）。元旦（がんたん）ともいうが、この場合は特にその日の朝を指すこともある。
1年間の切り替わりについては年界と十二節を参照。

## 暦法と元日
元日は正月の新年を迎える年初の日である。しかし、年は繰り返すもので、どの季節を年初にしても記年法上問題はなく、太陽暦（特にユリウス暦やグレゴリオ暦）では1月1日そのものに天文学的な意味は特にない。
なお、1月1日以外を年初とする暦法も存在する。太陽暦に基づきながらも、元日が1月1日ではない暦法もあった。例として、フランス革命暦では、葡萄月（ヴァンデミエール）1日が元日とされた。その日はグレゴリオ暦では9月22日から9月24日の間と、グレゴリオ暦1月1日とは大きなずれが生じていた（実際、フランス革命暦最終日となった1805年12月31日はフランス革命暦14年雪月（ニヴォーズ）10日であり、これは葡萄月を1月、果実月（フリュクティドール）を12月と数えると、4月10日に相当する）。

## 各国の元日
1月1日を祝日として公休日としている国は多い。

### 日本
日本では明治から大正・昭和前期まで皇室行事である四方拝に因み、「四方節（しほうせつ）」と呼ばれて祝祭日の中の四大節（紀元節、四方節、天長節、明治節）の一つとされてきた。
1948年（昭和23年）公布・施行の国民の祝日に関する法律（昭和23年7月20日法律第178号）第2条により、四方節に代わって「年のはじめを祝う」ことを趣旨とする国民の祝日となった。
日本各地では、元日の1月1日から1月3日まで（三が日）、または「松の内」までを特に「お正月（おしょうがつ）」と呼んでこれを尊重し、毎年この時期独特の行事や慣習が執り行われる。
かつてはほとんどの店舗が休みであったが、1990年代にダイエーが日本のスーパーマーケットとして初めて元日営業を開始し、2013年にはそごう・西武が、大手百貨店として初めて元日営業を開始した。

### 中華圏
太陰太陽暦等による中国暦を使用していた王朝時代の中国では、それらの暦を基準として新年を祝っていた。中華民国では、孫文が臨時大総統に就くと、黄帝紀元4609年11月13日（1912年1月1日）を中華民国元年元旦とすると宣言した。ただ、新年を祝う行事は今でも旧暦に基づいて行われ、春節と呼ばれる。
中華民国（台湾）では、1月1日は「開国紀念日」として休日になる。また、中国大陸、香港、マカオなども1月1日は休日である。

### フィリピン
フィリピンでは大晦日（12月31日）から元日にかけて爆竹や空砲によって新年を祝う風習がある。

## 元日と元旦
「元日」に類似する言葉として「元旦」があり、「元日」と同じ意味を指す場合と、「元日の朝」を指す場合がある。『日本国語大辞典』等では、「元旦」は「元日」と「元日の朝」の両方の意味を持つとしている。『デジタル大辞泉』では両方の意味を紹介しつつも、「旦」が「朝・夜明け」の意であることをもって、「『元旦』を『元日』の意で使うのは、本来は誤り」としている。
しかし、『新撰漢和辞典』は、「旦」という漢字自体に「いちにち」という意味があるとしている。それらの用法の事例として、「月の初めの日」を表す「月旦」や、「よい日」を表す「吉旦」がある。
日本の中世における文献では、室町中期の文明本節用集が、
とする一方、17世紀の日葡辞書は、正月の「アシタ」（朝）と語釈する。
また、近代以降の国語辞典においては、『新註漢和大辞典 : 熟語詳解』（1913年）は「正月元日のあしたをいふ」と、元日の朝を指すと説明する一方で、より古い『言海』（1889-1891年）は「ぐわんにちニ同ジ」、『帝国大辞典』（1896年）は「元日といふにおなじ」と、単に元日と同義語であると紹介する例もみられる。
その他、坂口安吾の『新春・日本の空を飛ぶ』（1951年）において
のような用例が見られる。
「元旦」は中国語から日本語へと輸入された語彙であるが、現代中国語で元旦は1月1日を指し、「元日の朝」という意味は存在しない。例えば、中華民国（台湾）の国語辞典では、「一年的第一日」（1年の最初の日）と記されている。
宋代の中国語文献においても
といった「元日」の意での用例が見られる。

甲骨文字の「旦」の形

なお「旦」という文字の形について、『説文解字』では「从日見一上。一，地也」と説明されており、またそこから発展して「太陽（日）が地平線（一）から昇ったさまを象る」と説明されることがあるが、これらは隷書や楷書などの後世の形に基づく俗説である。甲骨文字や金文の形を見ればわかるように、「旦」の下端の横線は「囗」（この要素は単独では後の「丁」字に対応する）を簡略化したもので、地平線とは関係がない。

## 元日の行事
- 全国の郵便局で年賀はがきの配達出発式
- 四方拝
- ウィーンフィル・ニューイヤーコンサート - 毎年元日にウィーン楽友協会の大ホールで行なわれている。
- 全日本実業団対抗駅伝競走大会（ニューイヤー駅伝） - 1988年（昭和63年）の第32回大会より元日に開催されている。
- 天皇杯全日本サッカー選手権大会 - 1968年度（昭和43年度）の第48回以降、2014年度（平成26年度）の第94回と2018年度（平成30年度）の第98回、2021年度（令和3年度）の第101回以降を除いて元日に決勝戦が開催されている。